# Rider Pt. 2
Rider Pt. 2 è un singolo della G-Unit estratto come secondo dal loro album T.O.S: Terminate on Sight. La canzone, prodotta da Rick Ross, è stata presentata mercoledì 28 maggio sull'emittente BET.
Nel video si possono vedere un gruppo di soldati che guardano alla tv la G-Unit in un video, ma subito si mettono in riga per l'arrivo dei comandanti: la G-Unit.
Nel video il verso di Young Buck non è presente.